# عمرو جمال
عمرو جمال (عربی: عمرو جمال؛ زادهٔ ۴ اوت ۱۹۹۱) یک ورزشکار اهل مصر است.
از باشگاه‌هایی که در آن بازی کرده‌است می‌توان به باشگاه ورزشی الاهلی مصر و تیم ملی فوتبال مصر اشاره کرد.
وی همچنین در تیم ملی فوتبال مصر بازی کرده است.